# ديف دايموند
ديف دايموند (بالإنجليزية: Dave Diamond)‏ هو دي جيه أمريكي، ولد في 7 أغسطس 1936 في هوارد في الولايات المتحدة، وتوفي في 5 مايو 2014 في سبيرفيش في الولايات المتحدة.